# The Battle of Gettysburg
The Battle of Gettysburg er en amerikansk stumfilm fra 1913 af Thomas H. Ince og Charles Giblyn.

## Medvirkende
- Charles Edler som Abraham Lincoln.
- Ann Little som Virginia Burke.
- Joe King som Jack Lamar.
- Burton L. King som Jim Burke.
- Herschel Mayall.